# 科奇科爾阿塔
科奇科爾阿塔（羅馬化：Kochkor-Ata）是吉爾吉斯的城鎮，由賈拉拉巴德州負責管轄，位於該國西部，距離首府賈拉拉巴德56公里，始建於1952年，面積4.85平方公里，海拔高度600至800米，2009年人口14,800。
41°01′N 72°29′E / 41.017°N 72.483°E